# Prix Masterton
Le Prix Masterton est un prix littéraire français créé en 2000 par Marc Bailly, et décerné par un jury composé de professionnels francophones de la littérature (écrivains, journalistes, critiques, directeurs de collections). Il récompense chaque année un roman français, un roman étranger (traduit), et une nouvelle française, à caractère d'horreur ou de fantastique. 
Il rend hommage à l'auteur britannique Graham Masterton. 

## Liste des lauréats

### 2000
- Roman français : Irrintzina (Philippe Ward)
- Roman étranger : Le Corps exquis (Poppy Z. Brite)
- Nouvelle : La Roche aux Fras (Michel Pagel)

### 2001
- Roman français : L'Arpenteur de mondes (Jean-Christophe Chaumette)
- Roman étranger : Galilée (Clive Barker)
- Nouvelle : Cadavre exquis (Anne Dugüel)

### 2002
- Roman français : ex aequo Le Village qui dort (Jean-Pierre Andrevon), L'aigle de sang (Jean-Christophe Chaumette)
- Roman étranger : Mémoire truquée (Dean R. Koontz)
- Nouvelle : Un choix réfléchi (Sylvie Miller)

### 2003
- Roman français : Pandémonium (Johan Heliot)
- Roman étranger : Picatrix, l'échelle pour l'enfer (Valerio Evangelisti)
- Nouvelle : Dragons, renards et papillons (Armand Cabasson)

### 2004
- Roman français : Nuit de colère (Francis Berthelot)
- Roman étranger : Black Flag (Valerio Evangelisti)
- Nouvelle : Le Serpent à collerette (Francis Berthelot)

### 2005
- Roman français : Arlis des forains (Mélanie Fazi)
- Roman étranger : Coldheart Canyon (Clive Barker)
- Nouvelle : Forêts secrètes (Francis Berthelot)

### 2006
- Roman français : Le Regard qui tue (François Darnaudet & Pascal Metge)
- Roman étranger : Lignes de vie (Graham Joyce)
- Nouvelle : Non remis

### 2007
- Roman français : Sur le seuil (Patrick Sénécal)
- Roman étranger : Le Sommeil de la raison (Juan Miguel Aguilera)
- Nouvelle : Les Maléfices du temps (Michel Rozenberg)

### 2008
- Roman français : 10 000 Litres d'horreur pure (Thomas Gunzig)
- Roman étranger : Underground (Craig Spector)
- Nouvelle : Noir Duo (Sylvie Miller / Philippe Ward)

### 2009
- Roman français : L’Effroyable Vengeance de Panthera  (P.A. Orloff)
- Roman étranger : Morte Saison  (Jack Ketchum)
- Nouvelle : Notre-Dame aux écailles  (Mélanie Fazi)

Distinctions honorifiques décernées à l'occasion des 10 ans du Prix :
- Meilleur auteur francophone des 10 dernières années : Michel Pagel
- Meilleur auteur traduit des 10 dernières années : Dean R. Koontz

Meilleurs lauréats des 10 années précédentes 
- Roman français : L'Arpenteur de mondes (Jean-Christophe Chaumette)
- Roman étranger: Lignes de vie (Graham Joyce)
- Nouvelle: Forêts secrètes (Francis Berthelot)

### 2010
- Roman français : L’Enfant des Cimetières (Sire Cédric)[2]
- Roman étranger : La Lignée (Guillermo Del Toro et Chuck Hogan)
- Nouvelle : Miroir de porcelaine (Mélanie Fazi)

### 2011
- Roman français : Le Dieu Vampire (Jean-Christophe Chaumette)
- Roman étranger : Mais c’est à toi que je pense (Gary A. Braunbeck)
- Nouvelle : Séparation de corps (Richard D. Nolane)

### 2012
- Roman francophone : Les Jours étranges de Nostradamus (Jean-Philippe Depotte)
- Roman traduit : La Prière d'Audubon (Kōtarō Isaka)
- Nouvelle ou recueil de nouvelles : Les Contes D'Amy (Frédéric Livyns)

### 2013
- Roman francophone : 120 journées (Jérôme Noirez)
- Roman traduit : 40 jours de nuit (Michelle Paver)
- Nouvelle ou recueil de nouvelles : Au réveil il était midi (Claude Ecken)

### 2014
- Roman francophone : Créature du miroir (Jess Kaan)
- Roman traduit : Kraken (China Miéville)
- Nouvelle ou recueil de nouvelles : Punk's Not Dead (Anthelme Hauchecorne)

### 2015
- Roman francophone : Le Piège de Lovecraft (Arnaud Delalande)
- Roman traduit : Nosfera2 (Joe Hill)
- Nouvelle ou recueil de nouvelles : Le Jardin des silences (Mélanie Fazi) et Sutures (Frédéric Livyns) (ex æquo)

### 2016
- Roman francophone : Le Manuscrit Robinson (Laurent Whale)
- Roman traduit : Tétraméron (José Carlos Somoza)
- Nouvelle ou recueil de nouvelles : Le Vampire des origines (Marc Bailly)

### 2017
- Roman francophone : Stalingrad : (Émmanuel Delporte)[3],[4]
- Roman traduit : Le Pacte des suicidés (John Everson)
- Nouvelle ou recueil de nouvelles : Sombres Félins (anthologie)

### 2018
- Roman francophone : La Nuit de la Vouivre (Jean-Pierre Favard)
- Roman traduit : Playground (Lars Kepler)
- Nouvelle ou recueil de nouvelles : The Dark Gates of Terror (Frédéric Livyns)

### 2019
- Roman francophone : Entends la nuit (Catherine Dufour)
- Roman traduit : Éclosion (Ezekiel Boone (en))
- Nouvelle ou recueil de nouvelles : L’Amour, la Mort et le Reste (Bruno Pochesci)[1].

### 2020
- Roman francophone : La Porte, Samuel Paladino, Rebelle éditions
- Roman traduit : Lovecraft Country, Matt Ruff, Presses de la Cité (traduit par Laurent Philibert-Caillat)
- Nouvelle ou recueil de nouvelles : Jamaiplu, Josiane Balasko, Editions Pygmalion

### 2021
- Roman francophone : Déviation, Michael Fenris, Prisma
- Roman étranger : L’Anomalie, Michael Rutger, Bragelonne (traduit par Claire Kreutzberger)
- Nouvelle ou recueil de nouvelles : Étranges floraisons, anthologie de fantastique botanique, La Clef d’Argent

### 2022
- Roman francophone : Vertèbres, Morgane Caussarieu, Au Diable Vauvert
- Roman traduit : L’Équarisseur, Nadine Matheson (traduit par Michel Pagel), le Seuil
- Nouvelle ou recueil de nouvelles : Septième ciel, Nil Borny, Bookelis.

### 2023
- Roman francophone : Noir, Caroline Carton, Autoédition
- Roman traduit : L'Horreur de Kill Creek, Scott Thomas (traduit par Benoît Domis), Bragelonne
- Nouvelles : Le Recueil de la folie pure, Sylvain Silvestro, Autoédition

### 2024
- Roman francophone : Les disparus de Blackmore, Henri Lœvenbruck, XO Editions
- Roman traduit : Les maudits, Tarn Richardson, Sonatine (traduit par Charles Bonnot et Sigolène Vivier)
- Nouvelles : Nouvelles de l’ouest : crépuscule, Livr’S Editions

### 2025
- Roman francophone : ex æquo Daemonium Circus, de Caroline Carton, Autoédition, et Visqueuse, de Morgane Caussarieu, Au Diable Vauvert
- Roman étranger : Katie, de Michael McDowell, Monsieur Toussaint Louverture (traduit par Jean Szlamowicz)
- Nouvelles : Nos plus beaux effets 2, Collectif, Éditions Faute de frappe

### Records
Récompenses multiples (minimum 3)
- Mélanie Fazi : 4
  - 2005 : Arlis des Forains (roman français)
  - 2009 : Notre-Dame aux écailles (nouvelle)
  - 2010 : Miroir de Porcelaine (nouvelle)
  - 2015 : Le Jardin des silences (nouvelle)
- Francis Berthelot : 3
  - 2004 : Nuit de Colère (Le Rêve du Demiurge) (roman français)
  - 2004 : Le Serpent à collerette (nouvelle)
  - 2005 : Forêts secrètes (nouvelle)
- Jean-Christophe Chaumette : 3
  - 2001 : L’Arpenteur du Monde (roman français)
  - 2002 : L’Aigle de Sang (roman français)
  - 2011 : Le Dieu Vampire (roman français)